# Orvasca rufalba
Orvasca rufalba är en fjärilsart som beskrevs av Holloway 1976. Orvasca rufalba ingår i släktet Orvasca och familjen tofsspinnare. Inga underarter finns listade i Catalogue of Life.